# Combate de Calientes
El Combate de Calientes fue un hecho de armas de la Guerra del Pacífico ocurrido el 2 de septiembre de 1881.
El 1.º de septiembre la columna guerrillera que mandaba el coronel Pacheco Céspedes, compuesta de 150 hombres, llegó a Palca donde tuvo conocimiento que la caballería y artillería chilena forrajeaban en la cabecera del poblado de Pachia por lo que avanzó en esa dirección con la intención de sorprender a los piquetes chilenos. Al caer la noche del día siguiente atacó el poblado de Calientes, llamado así por los baños termales del lugar, ocupado por 30 hombres del batallón Rancagua los que mandados por el teniente Arias emprenden la retirada con dirección a Pachia en busca de refuerzos teniendo en la misma 9 muertos y 2 prisioneros, capturando también los peruanos 11 sables y 17 caballos. Reorganizados los chilenos con las fuerzas que ocupaban Pachia y a favor de una carga dada por los carabineros de Maipú lograron detener el avance de Pacheco, retirándose por el momento los peruanos tras tener 4 muertos, 2 heridos y perder 24 caballos. El ataque de Pacheco sobre Pachia se iniciaría a las primeras horas del día siguiente.